# Северошаньсийская операция
Северошаньсийская операция (кит. упр. 晋北战役, 16 июня — 15 августа 1946) — наступление войск китайских коммунистов в северной части провинции Шаньси летом 1946 года во время гражданской войны.

## Предыстория
В июне 1946 года в Китае начала разворачиваться полномасштабная гражданская война. Гоминьдановская стратегия в северном Китае на первом этапе наступления заключалась в том, чтобы сначала взять под контроль провинцию Жэхэ и восточную часть провинции Хэбэй, а затем захватить столицу коммунистического Шаньси-Чахар-Хэбэйского советского района город Чжанцзякоу и, контролируя Бэйпин-Суйюаньскую и Датун-Пучжоускую железные дороги, а также северный отрезок Бэйпин-Уханьской железной дороги разделить коммунистические Шаньси-Суйюаньский, Шаньси-Чахар-Хэбэйский и Северо-Восточный освобождённые районы, после чего, сконцентрировав силы, разгромить войска коммунистов в Шаньси-Суйюаньском и Шаньси-Чахар-Хэбэйском освобождённых районах.
С целью противодействия планам Чан Кайши ЦК КПК отдал 19 июня распоряжение: находящимся в северном Китае войскам коммунистов разгромить силы контролирующего провинцию Шаньси гоминьдановского генерала Янь Сишаня и гарантировать связь между Шаньси-Суйюаньским, Шаньси-Чахар-Хэбэйским и Шаньси-Хэбэй-Шаньдун-Хэнаньским освобождёнными районами. Для этого на первом этапе требовалось захватить соединяющий Тайюань и Датун северный участок Датун-Пучжоуской железной дороги, на втором этапе войска Шаньси-Суйюаньского и Шаньси-Чахар-Хэбэйского освобождённых районов должны были объединёнными усилиями взять Датун, целью третьего этапа было установление контроля над Чжэнтайской железной дорогой и взятие Шицзячжуана и Тайюаня.
Войска Шаньси-Суйюаньского освобождённого района под командованием Хэ Луна и Ли Цзинцюаня воевали на два фронта: на юге, в провинции Шаньси, они противостояли Янь Сишаню, а на севере, в провинции Суйюань — генералу Фу Цзои. Сил на сражение одновременно с ними обоими у Хэ Луна не хватало, поэтому было решено сделать ставку на скорость действий и плохую координацию между гоминьдановскими генералами. Сначала нужно было быстро разгромить 1-2 дивизии Янь Сишаня и захватить Нинъу, Госянь, Дайсянь, Утай, Динсян и Синьсянь, после чего повернуть войска на север и, изолировав Датун, взять его концентрированным ударом войск Шаньси-Суйюаньского и Шаньси-Чахар-Хэбэйского освобождённых районов; на севере же нужно было прекратить операции, чтобы раньше времени не встревожить Фу Цзои. Первоначальные указания по разработке операции были даны ещё 9 июня, и уже 16 июня коммунисты перешли в наступление.

## Ход событий
16 июня войска коммунистов внезапной ночной атакой овладели административным центром уезда Шосянь, уничтожив 1200 человек оборонявших его гоминьдановских сил. Затем они двинулись на юг вдоль Датун-Пукоуской железной дороги, и 29-30 июня взяли Нинъу, тем самым нарушив связь между южным и северным участками гоминьдановской обороны. 11 июля войска коммунистов штурмом взяли Госянь.
Победы коммунистов встревожили Янь Сишаня, и он быстро отвёл войска из Юаньпина, Утая, Динсяна и Хэбяня, сконцентрировав их в Синьсяне и доведя его гарнизон до 8 тысяч человек. Коммунисты не смогли этому воспрепятствовать, так как перемещались пешком по размокшим от непрерывных дождей дорогам, а гоминьдановцы пользовались железнодорожной сетью. Поэтому Хэ Лун отдал приказ постараться разгромить силы Янь Сишаня в полевых сражениях. 22 июля коммунисты разгромили двухтысячную гоминьдановскую группировку под Пиншэ, нарушив связь между Синьсянем и Тайюанем. 31 июля коммунисты попытались штурмовать Синьсянь, но были отбиты.
11 августа коммунисты начали второй штурм Синьсяня, но опять не смогли его взять. В связи с тем, что основные задачи операции были выполнены, а силы были нужны для действий на севере, было решено больше не тратить сил на Синьсянь, и 15 августа северошаньсийская операция коммунистов завершилась.

## Итоги и последствия
За два месяца боёв коммунисты, хотя и не смогли взять Синьсянь, но овладели девятью городками, уничтожили в сражениях 8600 человек войск Янь Сишаня, нарушили сообщение между Датуном и Тайюанем, и взяли под контроль участок Датун-Пучжоуской железной дороги к северу от Синьсяня.